# Esthemopsis fenella
Esthemopsis fenella är en fjärilsart som beskrevs av Grose-smith 1902. Esthemopsis fenella ingår i släktet Esthemopsis och familjen Riodinidae. Inga underarter finns listade i Catalogue of Life.